# Mahlastraße 21
Mahlastraße 21 ist ein denkmalgeschütztes Wohnhaus in der rheinland-pfälzischen Stadt Frankenthal. Die Villa wurde 1896 im Landhausstil errichtet.

## Lage
Das Haus befindet sich südlich des Speyerer Tors schräg gegenüber dem ebenfalls denkmalgeschützten, ehemaligen Verwaltungsgebäude der Zuckerfabrik. Nördlich benachbart ist eine weitere anspruchsvolle Villa mit Treppenturm mit der Anschrift Frankenstraße 2. Mahlastraße 15 und 17 sind denkmalgeschützte Wohnhäuser aus den 1890er Jahren. Mahlastraße 11 gehört zur Denkmalzone Jahnplatz.

## Geschichte
Entlang der Landstraße nach Speyer wurden in den 1890er Jahren Villen für Fabrikanten und Direktoren sowie Wohnhäuser für Beamte (Angestellte) der Frankenthaler Zuckerfabrik errichtet. Die Villen Frankenstraße 2 und Mahlastraße 21 wurden vom Architekten Albert Friedrich Speer für Direktoren der Zuckerfabrik geplant. Direkt gegenüber befand sich das Schweizer Haus des Zuckerfabrikbesitzers Philipp Karcher und südlich benachbart die Villa des Korkfabrikanten Bender im Zuckerbäckerstil. Beide wurden Opfer des Bombenangriffs von 1943. Neben Wohnzwecken diente die Villa in jüngerer Zeit als Seminarhaus und Atelier einer Künstlerin.

## Beschreibung
Das Gebäude ist eine repräsentative zweieinhalbgeschossige Villa im Landhausstil. Der Putzbau zeigt in den zwei Dachgeschossen Fachwerk. Der Grundriss ist unregelmäßig, er hat einen Wintergarten und einen Verandavorbau. Im Treppenturm befand sich früher ein großer Wasserbehälter, der die ständige Wasserversorgung sicherstellte. Angeblich soll vom Keller aus ein unterirdischer Gang zum Verwaltungsgebäude der Zuckerfabrik geführt haben. Das ist aber unwahrscheinlich, da dies eine aufwändige Untertunnelung der Isenach erfordert hätte.